# Elecciones estatales de Hamburgo de 1970
El 22 de marzo de 1970, la elección de la séptima legislatura del Parlamento de Hamburgo se llevó a cabo. El SPD defendió la mayoría absoluta que ostentaba  desde 1966, pero perdió casi cuatro puntos y un total de 4 escaños. La CDU tuvo un aumento de casi tres puntos y el FDP aumentó ligeramente.
El SPD, a pesar de su mayoría, formó una coalición con el FDP. Herbert Weichmann se mantuvo en el cargo de alcalde, pero debido a su avanzada edad (75 años) dejó su cargo al poco tiempo en manos de Peter Schulz.

## Resultados
Los resultados fueron:
| Partido | Partido | Votos   | Porcentaje | Escaños |
| ------- | ------- | ------- | ---------- | ------- |
|         | SPD     | 558.754 | 55,3 %     | 70      |
|         | CDU     | 329.337 | 32,8 %     | 41      |
|         | FDP     | 70.875  | 7,1 %      | 9       |
|         | NPD     | 27.312  | 2,7 %      | −       |
|         | DKP     | 17.228  | 1,7 %      | −       |
|         | EP      | 2.743   | 0,3 %      | −       |
|         | FSU     | 1.154   | 0,1 %      | −       |